# كأس بلغاريا 1942
كأس بلغاريا 1942 (بالبلغارية: Царска купа 1942)‏ هو موسم من كأس بلغاريا. أشرف على تنظيمه اتحاد بلغاريا لكرة القدم، وفاز فيه ليفسكي صوفيا.